# Annabelle Comes Home
Annabelle Comes Home är en amerikansk skräckfilm, samt den tredje skräckfilmen om skräckdockan Annabelle, som hade biopremiär i Sverige och USA den 26 juni 2019. Filmen är skriven och regisserad av Gary Dauberman, samt producerad av James Wan och Peter Safran. I huvudrollerna syns Mckenna Grace, Madison Iseman och Katie Sarife, tillsammans med Vera Farmiga och Patrick Wilson, som återigen har valt att ta sig an rollen som demonlogparet Ed och Lorraine Warren.

## Handling
Filmen handlar inledningsvis om, hur demonlogparet Ed och Lorraine Warren låser in den besatta skräckdockan Annabelle hemma i sitt hus, så att hon inte kan orsaka mer skada, än vad hon redan har gjort. Men trots att Annabelle har satts in bakom lås och bom, så lyckas hon på något konstigt sätt med att väcka liv i onda andar, som också befinner sig inne i det låsta rummet. När dessa andar väl har släppts ut från det låsta husrummet, så börjar de genast med att hota och ge sig på Ed och Lorraines tioåriga dotter Judy, samt barnvakten Mary Ellen och hennes vän Daniela Rios. Det blir nu upp till de tre flickorna med att försöka få stopp på dessa galenskaper, genom att återigen låsa in Annabelle i sin heliga glaslåda, där hon hör hemma. Men vägen dit visar sig vara svårare än vad de hade trott...

## Rollista (i urval)
| Vera Farmiga   | – Lorraine Warren |
| Patrick Wilson | – Ed Warren       |
| Mckenna Grace  | – Judy Warren     |
| Madison Iseman | – Mary Ellen      |
| Katie Sarife   | – Daniela Rios    |
| Michael Cimino | – Bob Palmeri     |
| Samara Lee     | – Bee             |
| Steve Coulter  | – Fader Gordon    |
| Luca Luhan     | – Anthony Rios    |
| Douglas Tait   | – Varulv          |